# فرانسوا باريس
فرانسوا باريس (بالفرنسية: François Paris)‏ هو موسيقي وملحن فرنسي، ولد في 28 أكتوبر 1961 في فالنسيان في فرنسا.

## وصلات خارجية
- فرانسوا باريس على موقع ميوزك برينز (الإنجليزية)
- فرانسوا باريس على موقع أول ميوزيك (الإنجليزية)
- فرانسوا باريس على موقع ديسكوغز (الإنجليزية)